# Ngọc Khánh
Ngọc Khánh là một phường thuộc quận Ba Đình, thành phố Hà Nội, Việt Nam.
Phường Ngọc Khánh có diện tích 1,04 km², dân số năm 2022 là 21.182 người, mật độ dân số đạt 20.367 người/km².

## Lịch sử
Trước đây, phường có tên là phường Cầu Giấy. Ngày 22 tháng 11 năm 1996, phường Cầu Giấy được đổi tên thành phường Ngọc Khánh.